# Галенко, Александр Яковлевич
Александр Яковлевич Галенко — советский хозяйственный и политический деятель.

## Биография
Родился в 1909 году в Стародубе. Член КПСС с 1941 года.
Окончил Сибирский металлургический институт.
С 1933 года — на хозяйственной, общественной и политической работе.
В 1933—1948 гг. — мастер, начальник смены, подменный заместитель начальника мартеновского цеха № 2 Кузнецкого металлургического комбината.
В 1948—1951 гг. — начальник отдела технического контроля, заместитель директора, секретарь парторганизации Гурьевского металлургического завода.
В 1951—1953 гг. — 1-й секретарь Гурьевского горкома КПСС, заведующий отделом легкой промышленности Кемеровского обкома КПСС.
В 1953—1954 гг. — заместитель директора по кадрам, парторг ЦК КПСС Кузнецкого металлургического комбината.
В 1954—1958 гг. — 1-й секретарь Сталинского (Новокузнецкого) горкома КПСС.
В 1958—1978 гг. — инструктор ЦК КПСС.
Депутат Верховного Совета РСФСР 4-го созыва. Делегат XX съезда КПСС.
Умер в 1989 году в Москве.